# Caletieae
Caletieae es una tribu de plantas perteneciente a la familia Picrodendraceae. Comprende 4 subtribus y 13 géneros.

## Subtribus y géneros
Subtribu Dissiliariinae
Austrobuxus
Choriceras
Dissiliaria
Longetia
Sankowskya
Whyanbeelia
Subtribu Hyaenanchinae
Hyaenanche
Subtribu Petalostigmatinae
Petalostigma
Subtribu Pseudanthinae
Kairothamnus
Micrantheum
Neoroepera
Pseudanthus
Scagea